# Bacze Suche
Pour les articles homonymes, voir Suche.
Bacze Suche est un village de Pologne, situé dans la gmina de Łomża, dans le Powiat de Łomża, dans la voïvodie de Podlachie.

## Source
- (en) Cet article est partiellement ou en totalité issu de l’article de Wikipédia en anglais intitulé « Bacze Suche » (voir la liste des auteurs).